# Peñaflor (Chile)
Peñaflor ist eine Stadt in Chile. Sie hat 90.201 Einwohner (Census 2017).

## Geografie
Peñaflor liegt in Zentralchile, etwa 30 km südlich von Santiago im Südwesten der Hauptstadtregion (XIII Región Metropolitana).
- Peñaflor gehört zur Provinz Talagante
- Fläche: 69,2 km²
- durch die Stadt fließt der Río Mapocho

Zur Kommune Peñaflor gehören ebenfalls die Ortschaften Malloco und Pelvin, sie grenzt an die Kommunen Padre Hurtado, Talagante und Calera de Tango. Peñaflor grenzt im Westen der Stadt an eine Gebirgskette, die der Andenkordillere vorgelagert ist.

## Geschichte
Peñaflor wurde am 5. März 1827 als Villa Peñaflor gegründet. Am 14. August 1890 entstand die Kommune Peñaflor. 1981 wurde sie in Municipalidad de Peñaflor umbenannt.

## Wirtschaft
Hauptzweige der Wirtschaft Peñaflors sind der Tourismus und die Landwirtschaft. So gibt es im Umfeld Peñaflors diverse Walnuss- und Pfirsichplantagen und mehrere private Winzereien.

## Verkehr und Infrastruktur
Peñaflor ist mit der Autobahn Autopista del Sol verbunden, welche die schnellste Verbindung zwischen Peñaflor und dem Zentrum von Santiago de Chile darstellt und täglich von vielen Pendlern genutzt wird. Die Schnellstraße Camino a Melipilla verbindet Peñaflor nicht nur mit dem Stadtzentrum von Santiago, sondern auch mit den Kommunen Maipú, Cerrillos und Padre Hurtado. Die Verkehrsgesellschaft Peñaflors, BUPESA, gewährleistet mehrmals tägliche Busverbindungen innerhalb der Kommune, der Provinz Talagante, und mit verschiedensten Stadtteilen Santiagos.
Die Hauptverkehrsader innerhalb Peñaflors ist die Straße "Avenida Vicuña Mackenna", mit Talagante verbindet sie der sogenannte "Camino del Diablo" und der sogenannte "Camino Malloco".

## Persönlichkeiten
- Luis Abarca (* 1965), Fußballspieler
- Agustín Salvatierra (* 1970), Fußballspieler und -trainer
- Joel Reyes (* 1972), Fußballspieler
- Igor Lichnovsky (* 1994), Fußballspieler